# Jan Jansa
Jan Jansa (21. září 1923 Želetava – 2022) byl český pilot, svářeč a konstruktér.

## Biografie
Jan Jansa se narodil v roce 1923 v Želetavě. Vyučil se a byl nuceně nasazen do Štětína a následně do Trondheimu do Norska. Později byl přesunut do Melhusu, kde pracoval s Dány, Poláky a Nory v kamenolomu. Češi tam pracovali pouze dva. V prosinci roku 1943 ve spolupráci s místními obyvateli plánoval spolu s Václavem Dostálem útěk do Švédska, Václav Dostál útěk po třech dnech vzdal. Jan Jansa dokončil útěk úspěšně a byl předán československému konzulátu ve Švédsku. Konzulát uprchlé Čechy shromažďoval v Södertälje. V únoru roku 1944 byl přesunut do Velké Británie, kde vstoupil do československé armády. Jan Jansa se v Southamptonu přihlásil do letecké jednotky a následně byl zařazen do 311. československé bombardovací perutě. Byl záchranářem a radiotelegrafistou.
Po skončení druhé světové války působil nadále v armádě, pracoval v Ruzyni, Českých Budějovicích a Havlíčkově Brodě. Po změnách v roce 1948 byl propuštěn a na začátku roku 1949 emigroval do Německa. Pokračoval v únoru roku 1950 do Velké Británie, kde pracoval jako svářeč, následně roku 1957 emigroval do Kanady, kde také pracoval jako svářeč. V roce 1965 za ním přijela manželka a syn. V roce 1973 povýšil a stal se konstruktérem v centrále společnosti, u které pracoval jako svářeč, usadil se ve městě Forst Erie.
Bratr Jana Jansy – Jaroslav Jansa byl uvězněn v koncentračním táboře Dachau. Jméno Jana Jansy je uvedeno na památník obětem světové války v Praze na Klárově.